# Las Carreras
Las Carreras è un comune (municipio in spagnolo) della Bolivia nella provincia di Sud Cinti (dipartimento di Chuquisaca) con 3.899 abitanti (dato 2010).

## Cantoni
Il comune è suddiviso in 8 cantoni (popolazione 2001).
- Las Carreras - 1.083 abitanti
- San Juan - 597 abitanti
- Impora - 416 abitanti
- La Torre - 448 abitanti
- Taraya - 448 abitanti
- Lime - 477 abitanti
- Santa Rosa - 143 abitanti
- Socpora - 114 abitanti